# Poros (roi)
Pour les articles homonymes, voir Poros (homonymie) et Porus (homonymie).
Poros (en grec ancien Πῶρος / Pôros) est un roi du royaume indien des Paurava au IVe siècle av. J.-C. Le royaume des Pauravas se situe dans l'actuel Pendjab pakistanais, entre les rivières Jhelum et Chenâb. Poros est vaincu par le conquérant macédonien Alexandre le Grand durant la bataille de l'Hydaspe en 326 av. J.-C. et tient une place importante dans le Roman d'Alexandre.

## Biographie
La forme grecque Poros (Porus en latin) dériverait de Paurava en indo-aryen. Ce nom est aussi celui de son peuple et le rattache au roi mythique Pûru. L'existence de Poros n'est connue que par des sources grecques dont principalement Diodore de Sicile et Arrien. Cependant, certains historiens, notamment indiens, se fondent sur ce nom grec et sur l'emplacement du royaume pour émettre l'hypothèse que le roi Poros pourrait avoir été un descendant de la tribu des Pûru mentionnée à plusieurs reprises dans le Rigveda,.
En 327 av. J.-C., le roi de Macédoine Alexandre le Grand poursuit sa conquête de l'Asie en faisant mouvement vers la vallée de l'Indus, où règnent des râja anciennement tributaires des Achéménides. Il vainc d'abord les Assacènes, une peuplade apparentée aux Sakas et aux Massagètes, qui ont levé une grande armée. Puis au cours du printemps 326, Alexandre franchit l'Indus et séjourne ensuite à Taxila, la capitale du roi Taxilès, qui appelle à lutter contre son voisin menaçant, Poros. Celui-ci s'est retranché sur la berge opposée d'un affluent de l'Indus, l'Hydaspe (actuel Jhelum au Pendjab pakistanais) en attendant des renforts en provenance du Cachemire. Mais il dispose d'une armée déjà si nombreuse qu'Alexandre décide de l'attaquer immédiatement. 
Fort de 30 000 fantassins (dont de nombreux archers), 4 000 cavaliers, 300 chars de guerre et surtout 200 éléphants de guerre, Poros oppose une résistance farouche à Alexandre, mais, cerné et gravement blessé, il finit par se rendre avec les honneurs. Les pertes lors de la bataille de l'Hydaspe (juillet 326) sont nombreuses dans les deux camps et la victoire est chèrement payée par les Macédoniens, sans être réellement déterminante. Les Macédoniens la présentent cependant comme un exploit surhumain car ils n'ont encore jamais affronté d'éléphants de guerre. Alexandre laisse néanmoins Poros sur son trône et s'allie avec lui dans l'espoir de faire de l'Hydaspe la nouvelle frontière de l'empire. Cependant, cela revient pour Alexandre à s'aliéner d'autres rois indiens ennemis de Poros dans l'est du Pendjab. L'armée macédonienne s'avance ensuite jusqu'à un autre affluent de l'Indus, l'Hyphase, pour venir en aide à Poros ; mais les soldats refusent de s'aventurer plus loin et Alexandre doit entamer un lent chemin du retour jusqu'en Macédoine. Alexandre confie à Poros l'administration des régions conquises jusqu'à la rivière Beas. Après le départ d'Alexandre en 325, Poros rencontre des difficultés croissantes avec les représentants d'Alexandre. Il est tué par l'un des généraux d'Alexandre, Eudamos, entre 321 et 317 avant J.-C.,
Poros a un cousin homonyme qu'Alexandre a soumis à sa suite[réf. nécessaire].

## Représentation dans les arts après l'Antiquité

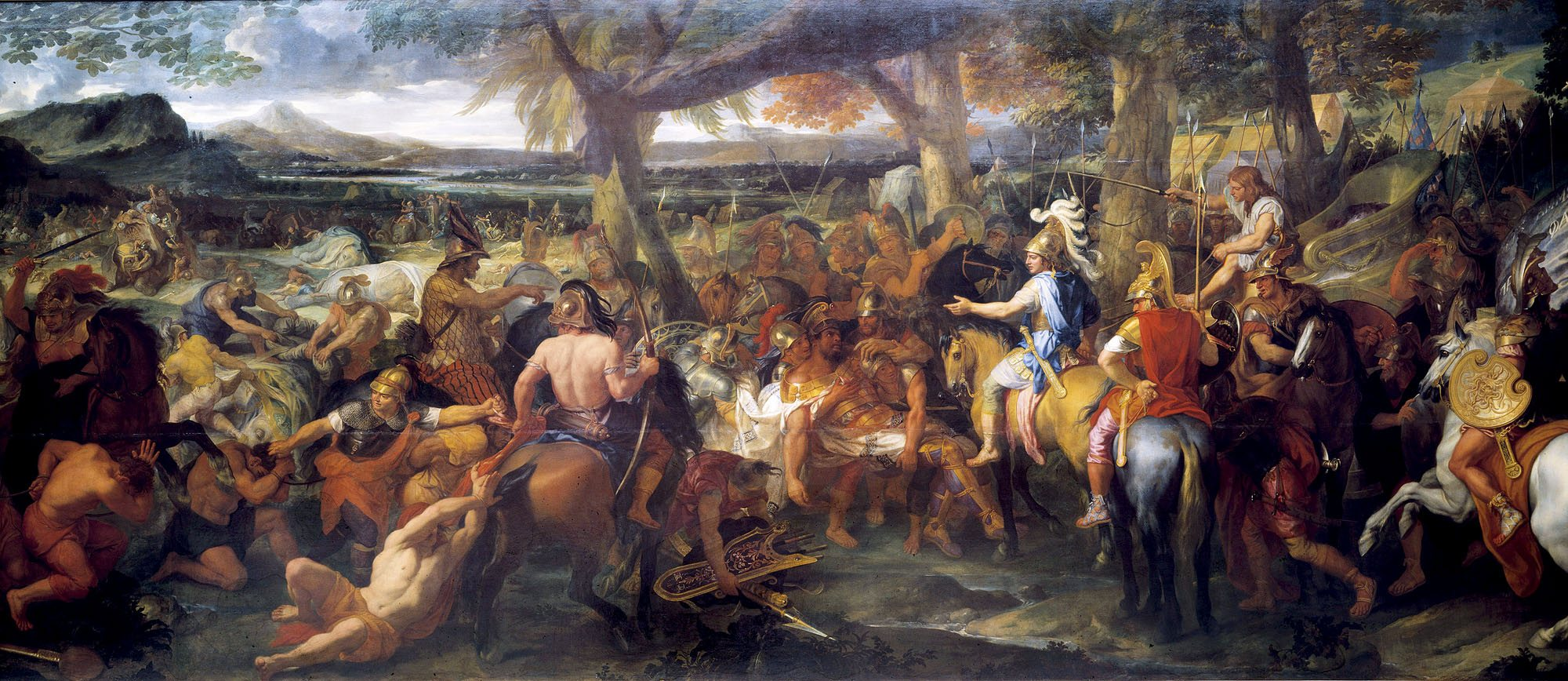
Alexandre et Porus par Charles Le Brun (1665) (Louvre).

### Littérature
En France au XVIIe siècle, Poros apparaît dans la tragédie Alexandre le Grand composée par Jean Racine et créée en 1665. Racine s'inspire principalement de la version de la vie d'Alexandre relatée par l'auteur romain Quinte-Curce.
En Inde, au XIXe siècle, le poète bengali Michael Madhusudan Dutta, qui fait partie du mouvement culturel de la renaissance du Bengale, compose en anglais un poème King Porus, a legend of old glorifiant Poros et relatant une victoire légendaire du roi indien contre Alexandre le Grand.

### Musique
Au XVIIIe siècle, Poros apparaît dans deux opéras du compositeur allemand Georg Friedrich Haendel : Alessandro créé en 1726, où il n'a qu'un rôle restreint, puis dans Poro, re delle Indie, créé en 1731, où il est le principal adversaire d'Alexandre le Grand.
On le retrouve également, interprété par une mezzo-soprano, dans l'opéra Alessandro nell'Indie, de Giovanni Pacini et l'Alessandro nell'Indie de Leonardo Vinci et Pietro Metastasio en 1730.

### Peinture

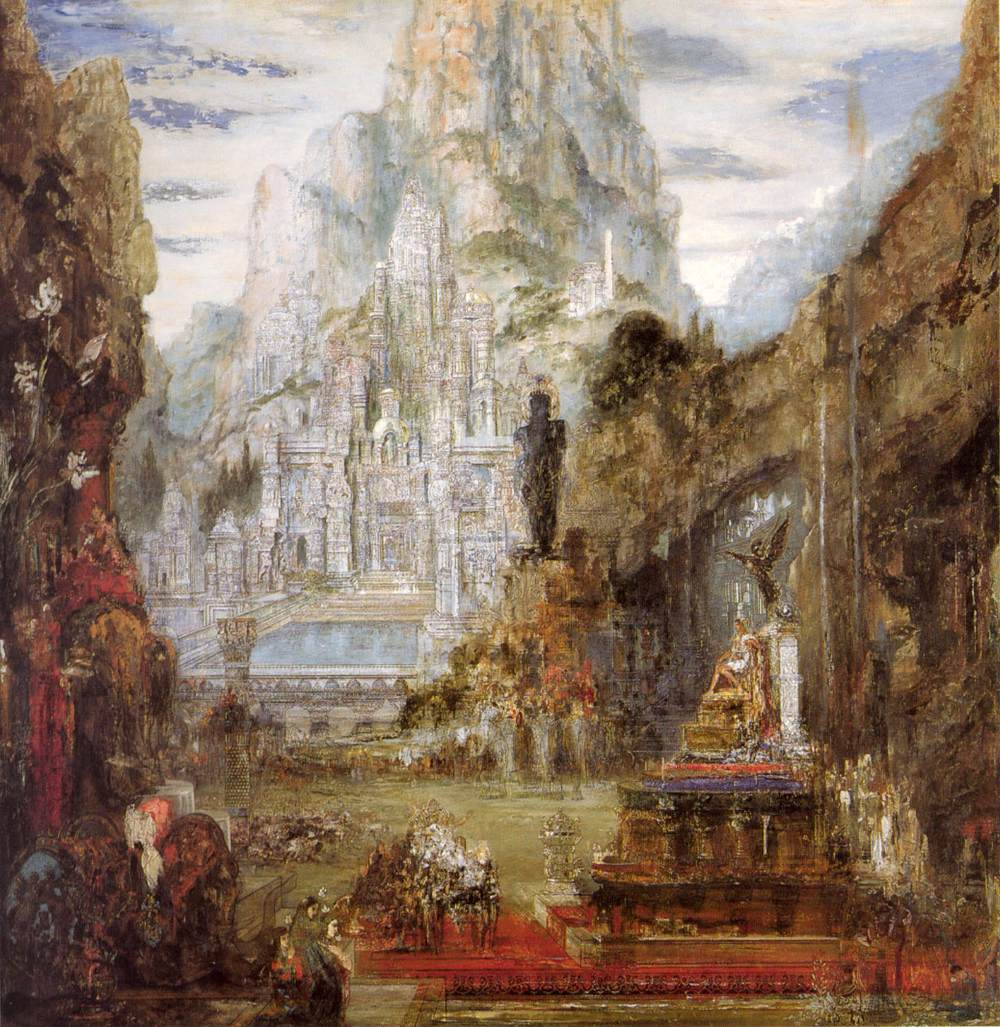
Gustave Moreau, Le Triomphe d'Alexandre le Grand, 1873-1890.

À partir du Moyen âge et jusqu'à la période contemporaine, plusieurs représentations de Poros montrent la bataille de l'Hydaspe livrée contre Alexandre le Grand. 

#### Peintures représentant Poros, son armée et la bataille de l'Hydaspe
Une partie des œuvres se concentre sur l'armée de Poros et sur la bataille elle-même. En 1544, Poros apparaît dans une gravure illustrant la Cosmographia Universalis publiée cette année-là par le savant humaniste Sebastian Münster et qui est la première description du monde en langue allemande. Le roi y apparaît monté sur un de ses éléphants de guerre. Au XVIIe, le peintre Nicolaes Berchem peint La bataille entre Alexandre le Grand et Poros.

#### Peintures représentant Poros après sa défaite à l'Hydaspe
La plupart des toiles se concentrent sur le moment de la défaite de Poros. La scène apparaît dans un détail d'une miniature médiévale figurant dans un manuscrit du début du XVe siècle conservé à la British Library. En 1665, Charles Le Brun montre Alexandre, entouré de son armée dans un paysage de forêt européenne, en train de discuter avec Poros mourant étendu sur un lit de camp au centre du tableau. Au XVIIIe siècle, une peinture de Francesco Fontebasso figure la scène : Poros, vaincu et désarmé, est amené et agenouillé devant Alexandre triomphant. Le peintre français Charles André van Loo reprend ce sujet en 1738 avec son tableau La Victoire d'Alexandre le Grand sur Porus : sur la gauche, Alexandre à cheval vient trouver Poros blessé et étendu parmi les soldats mourants de son armée. 
Vers la fin du XIXe siècle, le peintre français Gustave Moreau peint Le Triomphe d'Alexandre où, sur fond de cité monumentale, Alexandre est montré de profil tourné vers la gauche, assis sur un énorme trône d'où il domine largement Poros prisonnier amené par ses hommes sur la gauche. André Castaigne, peintre historique de la fin du XIXe siècle, peint la défaite de Poros en 1898-1899 : Poros, en costume indien contemporain, suivi des restes de son armée et d'un éléphant de guerre, se tient debout et remet dignement son épée à Alexandre qui est suivi d'un groupe de soldats.

### Cinéma
Poros apparaît dans les films de nationalités variées consacrés à la geste d'Alexandre le Grand. Dans le cinéma indien, il apparaît notamment dans Sikandar réalisé par Sohrab Modi en 1941, où le réalisateur incarne lui-même le roi indien. Dans le cinéma américain, Poros apparaît brièvement dans le film Alexandre réalisé par Oliver Stone en 2004, où il est incarné par Bin Bunluerit. La bataille de l'Hydaspe est présentée dans le film comme la pire boucherie de toutes les batailles menées par Alexandre : gravement blessé à l'issue de son face-à-face avec Poros qui monte un éléphant de guerre, Alexandre finit par accepter de revenir à Babylone.

### Télévision
Poros apparaît dans plusieurs séries télévisées. Il est logiquement l'un des adversaires d'Alexandre dans les fictions plus ou moins librement inspirées de la vie du conquérant, comme la série télévisée d'animation japonaise Alexander diffusée au Japon en 1999 et qui transpose la vie romancée d'Alexandre dans un univers de science-fiction. Poros tient aussi des rôles mineurs dans certaines séries télévisées historiques situées en Inde antique. Il apparaît ainsi dans la série télévisée indienne Chanakya, diffusée en 1991, une série historique romancée située en Inde au IVe siècle av. J.-C. et librement inspirée de la vie du brâhmane et penseur politique indien antique Chanakya. Poros y est interprété par l'acteur Arun Bali. Poros apparaît également dans la série historique indienne Chandragupta Maurya inspirée par la vie de l'empereur indien antique éponyme fondateur de l'empire maurya à la fin du IVe siècle av. J.-C.